# Bonellia curtissii
Bonellia curtissii är en viveväxtart som först beskrevs av Nathaniel Lord Britton, och fick sitt nu gällande namn av Lepper och J.E.Gut. Bonellia curtissii ingår i släktet Bonellia och familjen viveväxter. Inga underarter finns listade i Catalogue of Life.